# Coulommiers-la-Tour
Coulommiers-la-Tour è un comune francese di 550 abitanti situato nel dipartimento del Loir-et-Cher nella regione del Centro-Valle della Loira.

## Società

### Evoluzione demografica
Abitanti censiti